# Jai Ho
Jai Ho is een muzieknummer, uitgevoerd door A.R. Rahman en  Sukhwinder Singh. Het nummer is afkomstig uit de Oscarwinnende film Slumdog Millionaire, waar het nummer te horen is tijdens de aftiteling. Het nummer bevat ook zang van Tanvi Shah, Mahalakshmi Iyer en Vijay Prakash. Het wordt gezongen in het Hindi.
Oorspronkelijk werd het nummer geschreven voor de film Yuvvraaj uit 2008. De regisseur vond het echter niet geschikt om gezongen te worden door de hoofdrolspeler. Nadat het nummer was toegevoegd aan Slumdog Millionaire, won Jai Ho in 2009 de Academy Award voor het beste originele nummer. Hiermee versloeg Jai Ho de nummers Down to Earth van Peter Gabriel (uit WALL•E) en O... Saya van A.R. Rahman en M.I.A., dat ook uit Slumdog Millionaire komt.
De vertaling van Jai Ho is "Lof", "Hallelujah", "Overwinning", of "Vive". Wanneer jai direct naar het Hindi wordt vertaald, betekent het "gebed". De teksten van het nummer zijn voornamelijk in Hindi, af en toe afgewisseld met Spaanse teksten. Muziekschrijver Rahman zong het nummer op 23 februari 2009 in The Oprah Winfrey Show, de dag na de Oscaruitreiking, samen met de andere uitvoerenden. Toen Winfrey Rahman vroeg wat de titel betekende, antwoordde Rahman dat "Jai Ho" "May Victory be Yours" (laat de overwinning aan jou zijn) betekent.

## Pussycat Dolls-versie
Jai Ho! (You Are My Destiny) werd opnieuw opgenomen door de Pussycat Dolls met Engelse teksten. Deze versie werd internationaal uitgebracht onder de titel Pussycat Dolls & A R Rahman feat. Nicole Scherzinger (de leadzangeres van de Pussycat Dolls). Het nummer werd op 24 februari 2009 in de Verenigde Staten en op 5 april 2009 in Nederland via iTunes uitgebracht. Het was oorspronkelijk als promotiesingle uitgebracht maar werd uiteindelijk als leadsingle van Doll Domination 2.0 uitgebracht, de heruitgave van Doll Domination.
De videoclip voor deze versie werd opgenomen in Wenen in een remisegebouw van het trammuseum van de Tram van Wenen en lijkt op de dansscène uit de film Slumdog Millionaire, de laatste scène uit de film waarin de originele versie van Jai Ho ook te horen is.